# Lacunosamergel-Formation
- Humph.-Fm. = Humphriesioolith-Formation
- L.Bk-Fm = Liegende Bankkalk-Formation
- H.Bk-Fm = Hangende Bankkalk-Formation
- Zm-Fm = Zementmergel-Formation
- S.-Fm = Solnhofen-Formation
- Rö.-Fm = Rögling-Formation
- U.-Fm = Usseltal-Formation
- Mö.-Fm = Mörnshein-Formation
- N.-Fm = Neuburg-Formation
- R.-Fm = Rennertshofen-Formation

Die Lacunosamergel (früher auch nur "Lacunosamergel" oder "Lacunosaschichten", auch "Ataxioceratenschichten") ist eine lithostratigraphische Formation des Süddeutschen Jura. Sie wird von der Wohlgeschichtete Kalk-Formation unterlagert und von der Unteren Felsenkalk-Formation und der Massenkalk-Formation überlagert. Sie verzahnt sich lateral mit der Lochen-Formation und Schwarzbach-Formation und erreicht eine maximale Mächtigkeit von ca. 20 bis über 70 m. Sie wird in das Kimmeridgium datiert.

## Geschichte
Der Begriff wurde von Herbert Schick 2004 für eine lithostratigraphische Gesteinsformation im Weißen Jura vorgeschlagen. Der Name geht zurück auf den von Friedrich August Quenstedt bereits 1843 eingeführten Begriff "Lacunosaschichten". Er ist abgeleitet vom Armfüßer Terebratula lacunosa.

## Definition und Verbreitungsgebiet
Die Lacunosamergel-Formation umfasst eine Wechsellagerung von grauen Mergeln und Mergelkalken. Die Untergrenze ist durch das Einsetzen von grauen, mikritischen Kalkbänken und Mergeln gekennzeichnet. Im Grenzbereich gibt es Ammonitenanreicherungen, Lagen mit dem Spurenfossil Chondrites und Lagen, die durch einen Gehalt an dunkelgrünen, körnigen Glaukonit gekennzeichnet sind. Das Verbreitungsgebiet ist die Schwäbische Alb. Im Osten endet die Lacunosamergel-Formation am Ries. Im Westen geht sie bei Geisingen in die Schwarzbach-Formation über. Das Typprofil liegt an der Südflanke des Michelsbergs, ca. 500 m nordöstlich von Hausen an der Fils (Stadt Bad Überkingen, Lkr. Göppingen).

## Zeitlicher Umfang und Untergliederung
Die Lacunosamergel-Formation wird in vier Subformationen mit zehn markanten Bänken (oder Lagen) untergliedert: Hausen-Subformation (mit Unteren und Oberen Placunosamergeln), Michelsberg-Subformation (mit Polyplocusmergel und Tenuilobatusmergel), Ueberkingen-Subformation (mit den Planulatumbänke, Lacunosabänken und Crussoliensismergeln) und Drackenstein-Subformation (mit den Balderumbänken und zwei Progeronienbänken). Die Lacunosamergel-Formation umfasst drei Ammonitenzonen: Platynota-, Hypselocyclum- und Divisum-Zone. Dies entspricht dem Unteren und Mittleren Kimmeridgium.